# 辛亥雙十
《辛亥雙十》是1981年的中華民國電影
，由丁善玺導演，由狄龙、林凤娇等人主演，由中央電影公司與邵氏兄弟兩大電影公司合拍，描述辛亥革命的經過，曾獲得第19屆金馬獎最佳劇情片、最佳原作音樂及最佳電影插曲三個獎項。

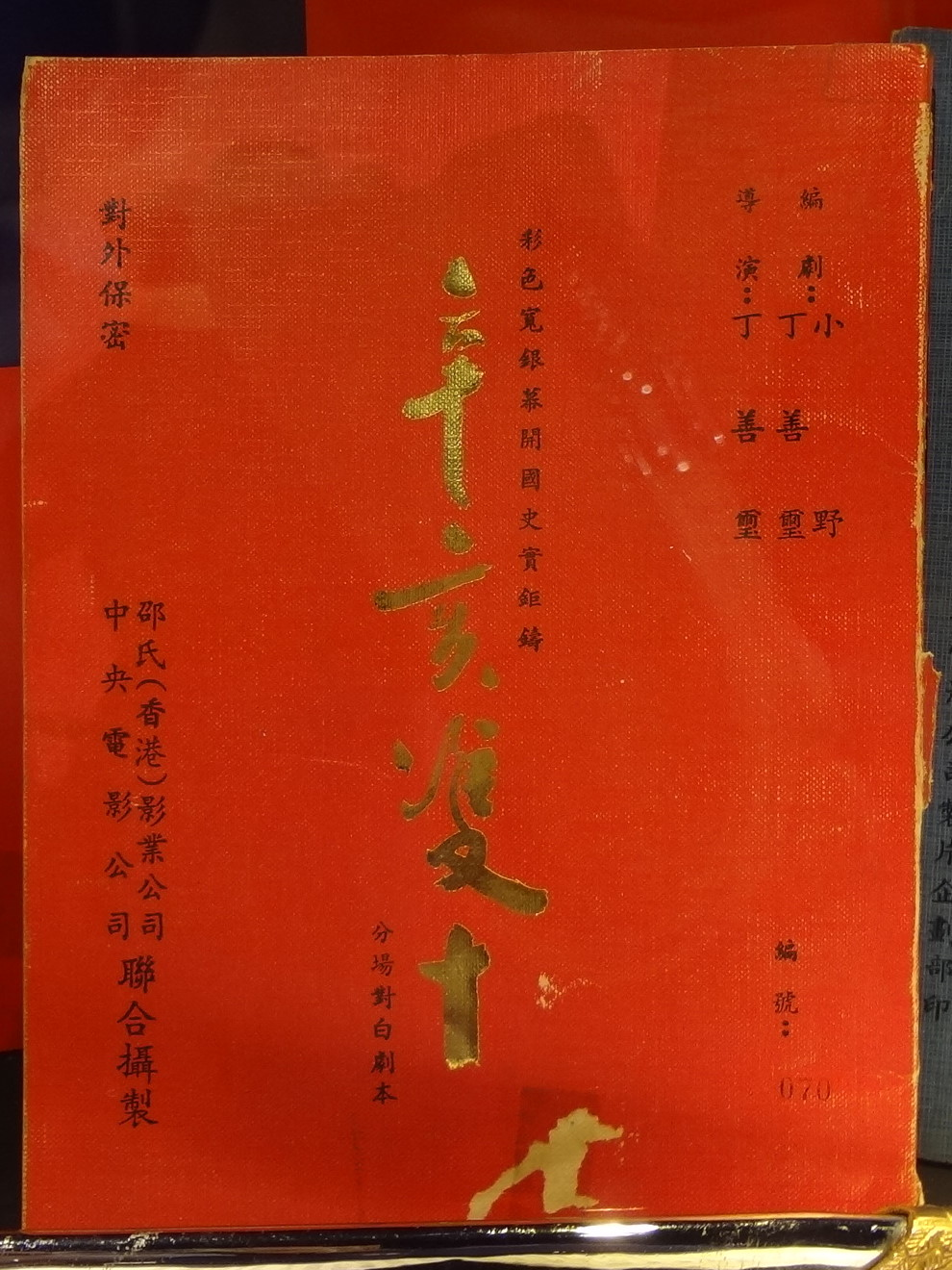
《辛亥雙十》劇本

## 劇情
清末武昌革命的主要力量有兩個源頭，一是以蔣翊武和劉復基為首的新軍，另一是由江湖幫會人士孫武和鄧玉麟領導的共進會。本片即以兩派對革命的思想歧異展開序幕。
為了免於清廷的各個擊破，兩派人馬終於舉行聯合大會，制定起義大計。1911年武昌起義後，各省風起雲湧，終於在孫中山的領導下，推翻滿清王朝。
導演丁善璽利用革命黨人的主觀觀點，呈現錯綜龐雜的歷史面，營造大時代的革命犧牲奮鬥的感人史實。

## 演員
- 狄龍   飾 鄧玉麟
- 林鳳嬌 飾 余素貞
- 柯俊雄 飾 孫武
- 汪禹   飾 余七
- 爾冬升 飾 劉復基
- 王道   飾 彭楚藩
- 秦漢
- 王復室 飾 熊秉坤
- 陳思佳
- 雷鳴  飾 譚人鳳
- 楚湘雲
- 苗天 飾 瑞澂
- 詹森
- 凌峰   飾 楊宏勝
- 劉皓怡
- 徐明飾 蔡濟明
- 王玨    飾 張彪
- 楊志卿  飾 彭楚藩父
- 陳良月
- 金永祥
- 房勉
- 戴秉剛
- 吳可
- 李長安
- 陳觀泰  飾 黃明堂
- 劉德凱  飾 宋教仁
- 艾絲
- 王萊    飾 慈禧太后
- 江洋
- 葛天
- 胡威
- 楊烈
- 金士傑 飾 陳其美

## 獎項
- 第19屆金馬獎最佳劇情片
- 第19屆金馬獎最佳原作音樂
- 第19屆金馬獎最佳電影插曲

## 外部連結
- 開眼電影網上《辛亥雙十》的資料（繁體中文）
- 香港影庫上《辛亥雙十》的資料（繁體中文）
- 时光网上《辛亥雙十》的資料（简体中文）
- 豆瓣电影上《辛亥雙十》的資料 （简体中文）
- AllMovie上《辛亥雙十》的资料（英文）
- 互联网电影数据库（IMDb）上《辛亥雙十》的资料（英文）